# Apold község
Apold község (románul: Comuna Apold) község Maros megyében, Romániában. Központja Apold, beosztott falvai Segesd, Szászdálya, Volkány.

## Népessége
A 2011-es népszámlálás adatai alapján a község népessége 2892 fő volt.